# SAC-kontakt
SAC-kontakt var en medlemstidning för fackliga centralorganisationen SAC 1976–1994.
Branschtidningen Industriarbetaren, som gavs ut 1956–1975 av SAC:s trävaruindustri-, gruv- och metallindustri- och byggnadsindustridepartement (1956-1964) och sedan av SAC, omvandlades 1976 till allmän medlemstidning för samtliga medlemmar i LS av SAC och fick då namnet SAC-kontakt. 
Från 1995 heter tidningen i stället Syndikalisten.